# Steven Pienaar

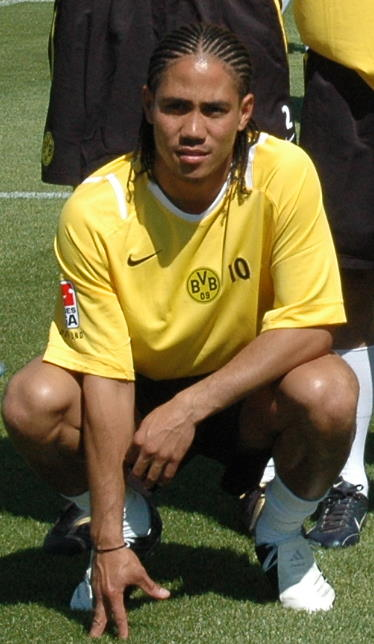
Steven Pienaar

Steven Jerome Pienaar (Johannesburg, 17 maart 1982) is een Zuid-Afrikaans voormalig profvoetballer en huidig assistent-voetbaltrainer die doorgaans op het middenveld speelde. Hij speelde van 1999 tot en met 2017 voor Ajax Cape Town, Ajax, Borussia Dortmund, Everton, Tottenham Hotspur, Sunderland en Bidvest Wits. Pienaar was van 2002 tot en met 2012 actief als international in het Zuid-Afrikaans voetbalelftal, waarvoor hij 61 wedstrijden speelde en drie keer scoorde.

## Clubcarrière
Na begonnen te zijn bij Ajax Cape Town, een satellietclub van Ajax, debuteerde Pienaar op 24 februari 2002 in eerste elftal van Ajax Amsterdam. Na het vertrek van Rafael van der Vaart werd hij gezien als de beoogde 'nummer 10' van Ajax. In het elftal van Danny Blind werd hij gezien als een van de dragende spelers, hij kan immers op meerdere posities uit de voeten. Nog voor het nieuwe seizoen 2006/2007 start, maakt hij de overstap naar de Duitse topclub Borussia Dortmund. Net nieuw in het shirt van Borussia Dortmund speelde hij meteen een oefenwedstrijd tegen zijn oude club Ajax, die met 2–1 gewonnen werd.
Met Everton stond hij op 30 mei 2009 in de finale van de strijd om de FA Cup. Daarin verloor de ploeg van trainer David Moyes met 2–1 van Chelsea door doelpunten van Didier Drogba en Frank Lampard.
In januari 2010 stond Pienaar in de belangstelling van Chelsea. Een jaar later toonde Chelsea opnieuw interesse en sloot het een akkoord met Everton, maar het was Tottenham Hotspur dat Pienaar binnenhaalde. Pienaar speelde tien competitiewedstrijden op White Hart Lane. Een jaar later, tijdens de winterstop van 2012, ging Pienaar tijdelijk terug naar Everton. In juli 2012 werd hij definitief getransfereerd naar Everton, dat zo'n vijf miljoen euro voor hem neertelde.
Op 19 augustus 2016 tekende Pienaar een eenjarig contract bij Sunderland na zijn transfervrije vertrek bij Everton. Hij werd bij Sunderland herenigd met zijn voormalige trainer David Moyes.
Pienaar werd in juli 2017 transfervrij overgenomen door het Zuid-Afrikaanse Bidvest Wits. Nadat zijn contract hier in januari 2018 afliep, beëindigde hij in maart 2018 zijn carrière.

## Clubstatistieken
| Seizoen         | Club              |                      | Competitie            | Competitie | Competitie | Beker | Beker | Internationaal | Internationaal | Overig | Overig | Totaal | Totaal |
| Seizoen         | Club              | Wed.                 | Competitie            | Dlp.       | Wed.       | Dlp.  | Wed.  | Dlp.           | Wed.           | Dlp.   | Wed.   | Dlp.   |        |
| --------------- | ----------------- | -------------------- | --------------------- | ---------- | ---------- | ----- | ----- | -------------- | -------------- | ------ | ------ | ------ | ------ |
| 1999/00         | Ajax Cape Town    | Vlag van Zuid-Afrika | Premier Soccer League | 13         | 5          | 0     | 0     | —              | —              | —      | —      | 13     | 5      |
| 2000/01         | Ajax Cape Town    | Vlag van Zuid-Afrika | Premier Soccer League | 11         | 1          | 0     | 0     | —              | —              | —      | —      | 11     | 1      |
| Club totaal     | Club totaal       | Club totaal          | Club totaal           | 24         | 6          | 0     | 0     | 0              | 0              | 0      | 0      | 24     | 6      |
| 2001/02         | Ajax              | Vlag van Nederland   | Eredivisie            | 8          | 1          | 2     | 0     | 0              | 0              | —      | —      | 10     | 1      |
| 2002/03         | Ajax              | Vlag van Nederland   | Eredivisie            | 31         | 5          | 2     | 0     | 12             | 2              | 0      | 0      | 45     | 7      |
| 2003/04         | Ajax              | Vlag van Nederland   | Eredivisie            | 16         | 3          | 0     | 0     | 4              | 0              | —      | —      | 20     | 3      |
| 2004/05         | Ajax              | Vlag van Nederland   | Eredivisie            | 24         | 4          | 2     | 0     | 3              | 0              | 1      | 1      | 30     | 5      |
| 2005/06         | Ajax              | Vlag van Nederland   | Eredivisie            | 15         | 2          | 0     | 0     | 9              | 0              | 1      | 0      | 25     | 2      |
| Club totaal     | Club totaal       | Club totaal          | Club totaal           | 94         | 15         | 6     | 0     | 28             | 2              | 2      | 1      | 130    | 18     |
| 2006/07         | Borussia Dortmund | Vlag van Duitsland   | Bundesliga            | 25         | 0          | 2     | 0     | —              | —              | —      | —      | 27     | 0      |
| Club totaal     | Club totaal       | Club totaal          | Club totaal           | 25         | 0          | 2     | 0     | 0              | 0              | 0      | 0      | 27     | 0      |
| 2007/08         | → Everton (huur)  | Vlag van Engeland    | Premier League        | 28         | 2          | 4     | 0     | 8              | 0              | —      | —      | 40     | 2      |
| Club totaal     | Club totaal       | Club totaal          | Club totaal           | 28         | 2          | 4     | 0     | 8              | 0              | 0      | 0      | 40     | 2      |
| 2008/09         | Everton           | Vlag van Engeland    | Premier League        | 28         | 3          | 6     | 0     | 1              | 0              | —      | —      | 35     | 3      |
| 2009/10         | Everton           | Vlag van Engeland    | Premier League        | 30         | 4          | 2     | 0     | 6              | 3              | —      | —      | 38     | 7      |
| 2010/11         | Everton           | Vlag van Engeland    | Premier League        | 18         | 1          | 2     | 0     | —              | —              | —      | —      | 20     | 1      |
| Club totaal1    | Club totaal1      | Club totaal1         | Club totaal1          | 104        | 10         | 14    | 0     | 15             | 3              | 0      | 0      | 133    | 13     |
| 2010/11         | Tottenham Hotspur | Vlag van Engeland    | Premier League        | 8          | 0          | 1     | 0     | 2              | 0              | —      | —      | 11     | 0      |
| 2011/12         | Tottenham Hotspur | Vlag van Engeland    | Premier League        | 2          | 0          | 2     | 0     | 3              | 1              | —      | —      | 7      | 1      |
| Club totaal     | Club totaal       | Club totaal          | Club totaal           | 10         | 0          | 3     | 0     | 5              | 1              | 0      | 0      | 18     | 1      |
| 2011/12         | → Everton (huur)  | Vlag van Engeland    | Premier League        | 14         | 4          | 0     | 0     | —              | —              | —      | —      | 14     | 4      |
| Club totaal2    | Club totaal2      | Club totaal2         | Club totaal2          | 118        | 14         | 14    | 0     | 15             | 3              | 0      | 0      | 147    | 17     |
| 2012/13         | Everton           | Vlag van Engeland    | Premier League        | 35         | 6          | 5     | 1     | —              | —              | —      | —      | 40     | 7      |
| 2013/14         | Everton           | Vlag van Engeland    | Premier League        | 23         | 1          | 2     | 0     | —              | —              | —      | —      | 25     | 1      |
| 2014/15         | Everton           | Vlag van Engeland    | Premier League        | 9          | 0          | 0     | 0     | 2              | 0              | —      | —      | 11     | 0      |
| Club totaal3    | Club totaal3      | Club totaal3         | Club totaal3          | 185        | 21         | 21    | 1     | 17             | 3              | 0      | 0      | 223    | 25     |
| Carrière totaal | Carrière totaal   | Carrière totaal      | Carrière totaal       | 339        | 42         | 32    | 1     | 49             | 6              | 2      | 1      | 422    | 50     |

1 N.B. Dit betreft een clubtotaal, dus een totaal van beide periodes bij Everton FC.

2 N.B. Dit betreft een clubtotaal, dus een totaal van alle vier de periodes bij Everton FC.

3 N.B. Dit betreft een clubtotaal, dus een totaal van alle zes de periodes bij Everton FC.

Bijgewerkt tot en met 30 mei 2015

## Interlandcarrière
Pienaar kwam in totaal 61 keer (drie doelpunten) uit voor de nationale ploeg van Zuid-Afrika in de periode 2002–2012. Onder leiding van bondscoach Jomo Sono maakte hij zijn debuut op 23 mei 2002, in een oefeninterland tegen Turkije (2–0). Hij moest in dat duel na 56 minuten plaatsmaken voor Sibusiso Zuma.

## Erelijst
| Competitie           |                |                  |                |                |
| Competitie           | Aantal         | Jaren            |                |                |
| Ajax Cape Town       | Ajax Cape Town | Ajax Cape Town   | Ajax Cape Town | Ajax Cape Town |
| -------------------- | -------------- | ---------------- | -------------- | -------------- |
| Rothmans Cup         | 1x             | 2000             |                |                |
| Ajax                 |                |                  |                |                |
| Eredivisie           | 2x             | 2001/02, 2003/04 |                |                |
| KNVB beker           | 2x             | 2001/02, 2005/06 |                |                |
| Johan Cruijff Schaal | 2x             | 2002, 2005       |                |                |